# Saint-Patrice-de-Beaurivage
Pour les articles homonymes, voir Saint-Patrice.
Saint-Patrice-de-Beaurivage est une municipalité du Québec d'environ 1 092 habitants située dans la MRC de Lotbinière dans la région administrative de Chaudière-Appalaches.
Cette municipalité, constituée le 29 septembre 1984, a une superficie d'environ 85,5 km2 et a une densité d'environ 12,97 habitants/km2.

## Toponymie
La municipalité est nommée en l'honneur de saint Patrick. Le patronage a été choisi étant donné que le rang où est situé l'église était majoritairement occupé par des pionniers d'origine irlandaise et le rang portait le nom de Saint-Patrice. Quant au spécifique Beaurivage, il a été ajouté parce que le territoire de la paroisse comprend une partie de la seigneurie Saint-Gilles (de Beaurivage) qui fut concédée à Gilles Rageot de Beaurivage en 1738.
Les personnes de cette municipalité sont des Beaurivageois et des Beaurivageoises.

## Histoire
La municipalité de Saint-Patrice-de-Beaurivage dans les débuts de la colonisation faisait partie de la Seigneurie de Beaurivage où le développement a été lent et difficile, étant donné que, comme partout d’ailleurs, les moyens d’y parvenir n’existaient qu’en suivant les méandres de la rivière Beaurivage.
La Seigneurie de Beaurivage comprenait les paroisses de Saint-Sylvestre, Saint-Patrice, Saint-Narcisse Saint-Gilles, une partie de Sainte-Agathe, de Dosquet et de Saint-Agapit. Le 1er avril 1738, cette seigneurie a été concédée à Gilles Rageot de Beaurivage.

### Texte de l’acte de concession
Gilles Rageot de Beaurivage n’eut guère le temps d’organiser, la colonisation de son domaine, car il est décédé. Les héritiers ne mirent pas à profit les biens de leur père. Charles, le cadet mourut jeune. Gilles-Joseph, l’aîné s’est engagé dans la marine française et il alla s’établir à La Rochelle. En 1782, le Seigneur Louis Étienne était le seul fils qui était demeuré au pays, étant dans une situation très peu encourageante, à la suite du décès de sa mère n’avait plus qu’une chose à faire …vendre toutes ses possessions.
Le 18 septembre de 1782 Louis-Joseph fit cession à Alexandre Fraser pour la somme de 250 livres, de tous les droits de propriété, honneurs et prérogatives, noms de raisons, actions, etc., qu’il avait dans le fief et seigneurie de St-Gilles, tant comme héritier de ses pères et mères que comme héritier de son frère Charles.
Quelques jours après, le 1er octobre de la même année, Louis-Étienne exécuta ses plans et vendit lui aussi tous ses droits à M. Fraser. Ce dernier était un ancien capitaine du 24e Régiment d’infanterie et seigneur de la Martinière.
M. Fraser voulait développer son nouveau domaine seigneurial et le 14 octobre 1783, il donnait à son notaire, François-Dominique Rousseau de préparer des titres de concession pour quinze colons, tous d’origine allemande. La colonisation des terres commença lentement avec les familles allemandes, un moulin à farine fut construit en 1791 durant cette même année débuta la construction d’une route qui porte aujourd’hui le nom des chemins de Craig et Gosford.
Alexandre Fraser mourut le 19 avril 1799. Il avait par testament passé devant Me. J.Papineau légué sa seigneurie de Beaurivage à son petit-fils Walter Davidson alors âgé de 10 mois à peine. Son père Arthur Davidson s’occupa de faire fructifier l’héritage de son fils.
Walter Davidson avait acheté à St-Gilles en 1819 une terre où il fit construire un manoir. Il semble avoir été très actif jusqu’au printemps 1825 ou il décédait d’un accident. Dans le testament précité se trouvait une clause de substitution par laquelle dans le cas du décès de Walter avant qu’il ait atteint ses 40 ans fit échoir la Seigneurie en partage entre ses deux sœurs Jane Mme David Ross et Éléza Mme Robert Mc Kay.
David Ross avait épousé en 1803 Jane Davidson de laquelle union naquirent deux enfants dont Arthur l’aîné Arthur né vers 1805 avait épousé en 1840 Elizabeth Webster qui lui a donné cinq enfants.
C’est ce dernier qui après l’incendie du manoir de Saint-Gilles en 1842, selon la tradition aurait construit le premier manoir à St-Patrice dont l’architecture est d’inspiration française. Il apporte aussi des améliorations au moulin qui occupe le même emplacement que l’actuel moulin situé au cœur du village.
Vers 1840 M. Ross avait reçu une demande des autorités de l’émigration pour connaître les possibilités d’établir sur le territoire de la seigneurie de 400 à 500 familles. La réponse était peine rendue à destination qu’environ 200 familles originaires de l’Irlande du Sud vinrent s’établir dans la paroisse de Saint-Patrice et de Saint-Sylvestre. Il s’agissait d’Irlandais catholiques.
En janvier 1871, année de l’érection canonique de la paroisse de Saint-Patrice décédait alors Arthur Ross qui a légué ses biens à son fils Arthur Davidson Ross né en 1842. Ce dernier a été le premier maire de la paroisse de Saint-Patrice. Le régime seigneurial sera aboli en 1854, les colons deviennent propriétaires d'un lot à la condition de le défricher et de l'exploiter. Comme la plupart des colons ne purent acquitter le prix de leur lot, le gouvernement les soumit à un impôt municipal qui était versé au seigneur. Il faudra attendre jusqu'en 1945 avant que les derniers vestiges des rentes seigneuriales disparaissent.

### La paroisse, le village et sa topographie
Le 2 octobre 1871 fut l’année de l’érection canonique de la paroisse de Saint-Patrice et l’érection civile a été annoncée dans la gazette officielle du 6 juin 1872.
La première séance du conseil de la paroisse se tiendra le 11 février 1873 sous l’autorité du maire Ross. Toutes les minutes seront rédigées seulement en anglais.
Au début des années 1900, la paroisse et le village s’affrontent sur le dossier de la construction des trottoirs. La solution trouvée par les gens du village était la création de municipalités distincte. Le 14 septembre 1921, Saint-Patrice est séparé en deux municipalités : village et paroisse. Il faut attendre plus soixante ans pour qu’un décret sanctionne la fusion des deux municipalités en 1984.
Même ses limites, tel que déterminé par sa proclamation furent modifiés le 10 décembre 1875 dus à l’annexion d’une partie de l’Embarras à la paroisse de Saint-Patrice. La paroisse a une forme qui se rapproche d’un rectangle. Au sud, de la paroisse, nous retrouvons de légères montagnes aujourd’hui appelées Les Appalaches. Le plateau de la paroisse est à 152 mètres d'altitude. Elle est traversée par deux rivières, la rivière Beaurivage et celle d’Armagh qui se jette dans la Beaurivage à quelques pas du chemin Craig. La rivière Beaurivage est surnommée ainsi en l’honneur du premier sieur Gilles Rageot de Beaurivage. Sa source provient de deux montagnes, soit de la montagne Sainte-Marguerite à 621 mètres d’altitude et de Tara qui a 568 mètres d’altitude. Son parcours est très accidenté; il y a de nombreux rapides et son débit augmente vers l’est, car plusieurs affluents rejoignent cette dernière, qui enfin termine son chemin dans la Chaudière.

### Histoire religieuse de la paroisse

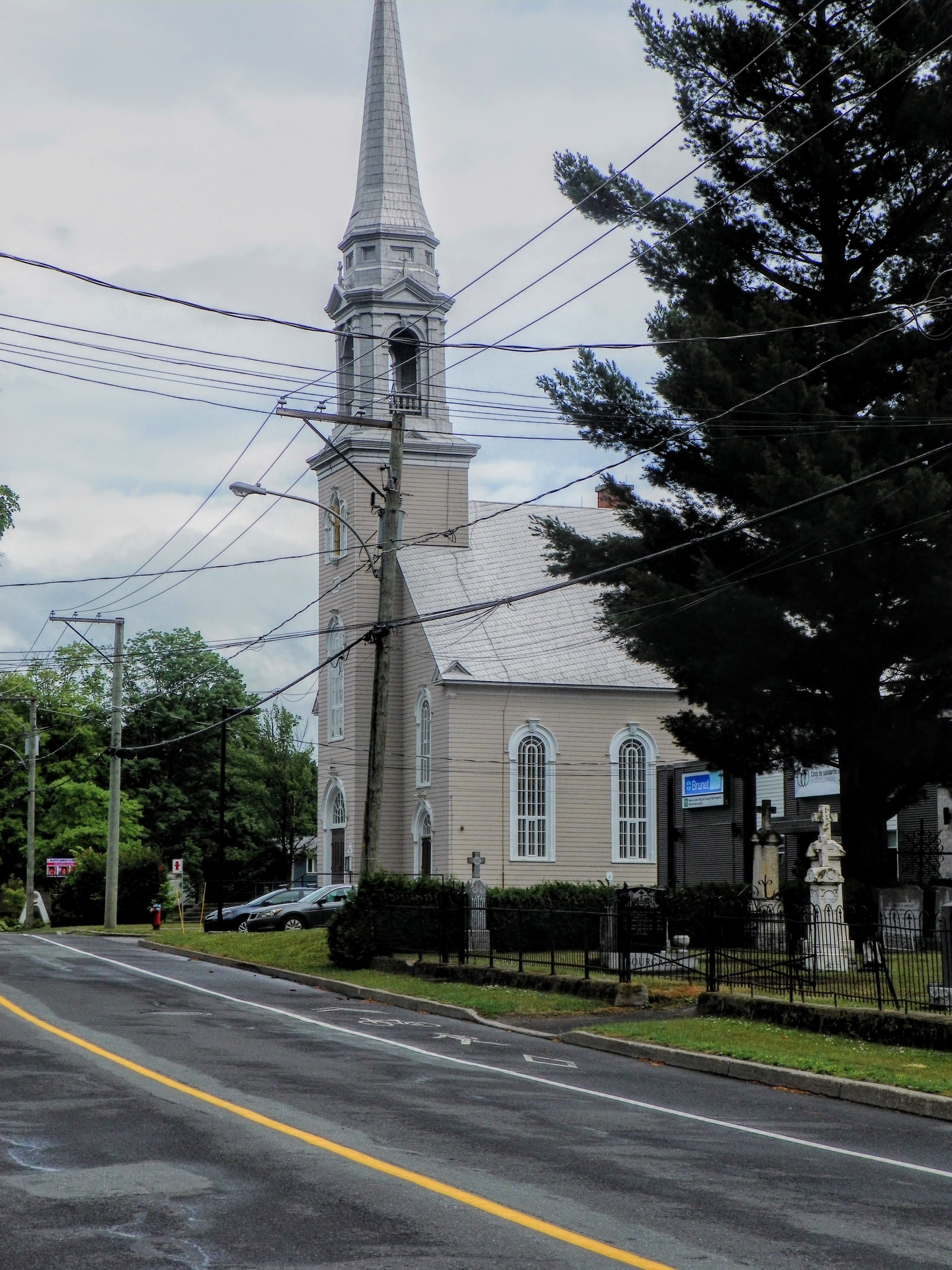
Église et cimetière catholiques de Saint-Patrice.

#### Les Catholiques
Les colons établis étaient très nombreux à être obligés de franchir une longue distance pour se rendre à l’église le dimanche, car ils étaient obligés d’aller à Sylvestre. Dès 1855, une demande a été acheminée à l’évêque pour bâtir une chapelle dans le village, mais ils devront vivre une incroyable épopée échelonnée sur deux décennies.
Au printemps de 1860, devant le refus de l’autorité ecclésiastique, les gens de St-Patrice décidèrent de mettre à exécution leur projet, ils construisent un temple de 85 pieds par 37 pieds sur une terre que M.A.R. Ross seigneur, leur avait donné. Comme mentionné plus haut la paroisse a été élevée canoniquement le 2 octobre 1871, mais son premier curé résident a été accueilli le 26 septembre 1871.

#### Les Protestants
Les protestants étaient nombreux au début de la formation de la paroisse, ils y avaient dans le village, une église anglicane qui au cours du temps a disparu. A Park Hurst se trouvait l’Église méthodiste et une église Presbytérianisme dont les traces ne sont plus présentes de nos jours.

#### La croix lumineuse
Depuis 1860, il existait une Croix de bois sur les hauteurs du rang Saint-Charles. Elle a été érigée sur les terres de M. Joseph Orr, qui bien que non catholique, désirait manifester son amitié envers ses amis catholiques (selon la tradition orale).
À l’occasion des fêtes des 75 anniversaires de fondation de la paroisse de Saint-Patrice, un comité suggéra d’élever une croix en fer sur base de béton à l’endroit même de la Croix de bois ce qui fut couronné de succès le 2 septembre 1946. Plus tard, les municipalités décidèrent de l’illuminer et d’en faire son entretien. Aujourd’hui la croix illumine tout le village.

## Géographie
La rivière Beaurivage traverse la municipalité du sud-est au nord-ouest et la rivière Filkars coule du sud-ouest vers le nord-est jusqu'à sa confluence avec la rivière Beaurivage.

## Démographie
| 1881  | 1891 | 1901 | 1911 | 1921 | 1931 |
| ----- | ---- | ---- | ---- | ---- | ---- |
| 1 033 | 988  | 770  | 950  | 898  | 888  |

| 1941 | 1951 | 1956  | 1961  | 1966  | 1971  |
| ---- | ---- | ----- | ----- | ----- | ----- |
| 877  | 964  | 1 053 | 1 223 | 1 078 | 1 031 |

| 1976 | 1981  | 1986  | 1991  | 1996  | 2001  |
| ---- | ----- | ----- | ----- | ----- | ----- |
| 978  | 1 100 | 1 119 | 1 135 | 1 125 | 1 105 |

| 2006  | 2011  | 2016  | 2021  | - | - |
| ----- | ----- | ----- | ----- | - | - |
| 1 037 | 1 080 | 1 036 | 1 109 | - | - |

## Administration
Les élections municipales se font en bloc pour le maire et les six conseillers.
| Saint-Patrice-de-Beaurivage Maires depuis 2002                                                                       |                    |                                                |          |
| Élection | Maire              | Qualité                                        | Résultat |
| 2002 | Marlène Demers     |                                                | Voir     |
| 2005 | Marlène Demers     | Voir                                           |          |
| 2009 | Lewis Camden       |                                                | Voir     |
| 2013 | Claude Fortin      |                                                | Voir     |
| 2017 | Claude Fortin      | Voir                                           |          |
| déc. 2017 | Nicole Viel Noonan | Pro-mairesse (déc. 2017-féc. 2018) Conseillère | Voir     |
| fév. 2018 | Nicole Viel Noonan | Pro-mairesse (déc. 2017-féc. 2018) Conseillère | Voir     |
| mars 2021 | Samuel Boudreault  | Conseiller (2017-2021)                         | Voir     |
| 2021 | Samuel Boudreault  | Conseiller (2017-2021)                         | Voir     |
| Élection partielle en italique Depuis 2005, les élections sont simultanées dans toutes les municipalités québécoises |                    |                                                |          |

De 2017 à 2021, Saint-Patrice-de-Beaurivage a eu 3 maires successifs.
Peu de temps après avoir été réélu en 2017, Claude Fortin a renoncé à ses fonctions pour des raisons de santé.
Nicole Viel Noonan l'a remplacé le 23 février 2018. Le 8 mars 2020, elle quitta ses fonctions elle aussi, cette fois-ci pour des raisons personnelles.
Samuel Boudreault a été élu pour remplacer le maire précédent à huis clos en mars 2021.

### Circonscriptions électorales provinciales et fédérales
Saint-Patrice-de-Beaurivage fait partie de la circonscription électorale fédérale de Lévis—Lotbinière et fait partie de la circonscription électorale provinciale de Lotbinière-Frontenac.

## Transport
La route 269 traverse cette municipalité.

## Éducation
Les écoles primaires et secondaires font partie du Centre de services scolaire de la Beauce-Etchemin.

### Éducation primaire
Saint-Patrice contient une école primaire : L'École la Source.

### Éducation secondaire
L'école secondaire la plus près est la Polyvalente Benoît-Vachon à Sainte-Marie.

### Éducation collégiale
L'établissement collégial le plus près est le campus de Sainte-Marie du Cégep Beauce-Appalaches.

### Éducation universitaire
L'établissement universitaire le plus près est l'Université Laval, qui est situé dans la ville de Québec.

## Santé
Située près de Sainte-Marie et de Thetford Mines, la municipalité est desservie par différents services médicaux.

### Services médicaux
Le CLSC le plus proche est situé à Sainte-Marie (CLSC de Sainte-Marie) et le centre hospitalier le plus près est à Thetford Mines (Hôpital de Thetford Mines).

## Médias

### Journal municipal
Le Beaurivageois est un journal municipal mensuel de Saint-Patrice-de-Beaurivage.
Le Peuple Lotbinière est un journal hebdomadaire qui couvre les nouvelles des municipalités de la municipalité régionale de comté de Lotbinière, incluant Saint-Patrice-de-Beaurivage.

## Patrimoine

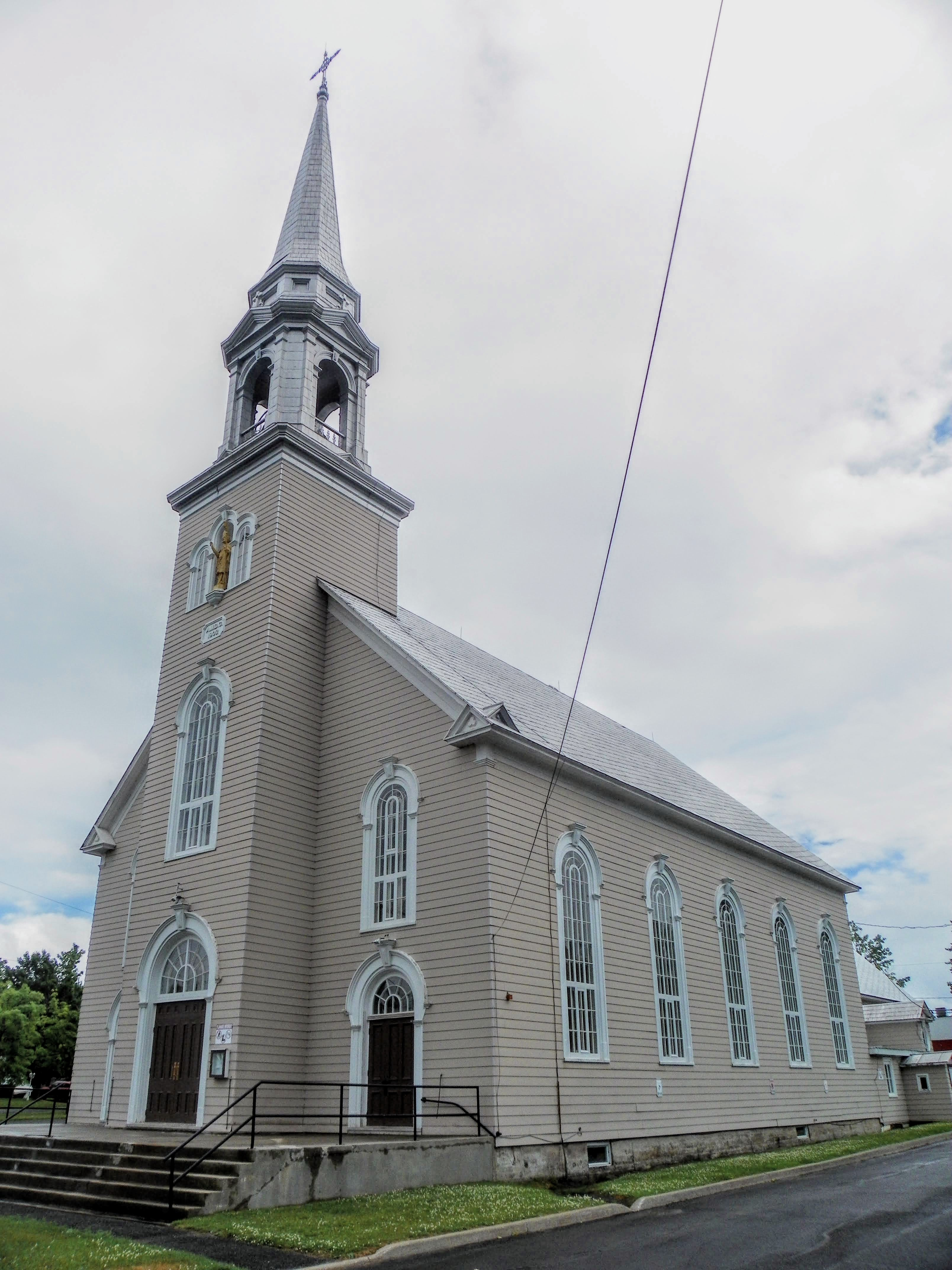
Église Saint-Patrice.

L'église de Saint-Patrice-de-Beaurivage est construite entre 1901 et 1903. Elle est érigée selon les plans de l'architecte Joseph-Pierre Ouellet. Le presbytère actuel est bâti en 1971. Un ensemble de ferme du tournant du XXe siècle comprenant une grange-étable, trois hangars,, et une remise se trouve sur le territoire de la municipalité.

## Économie
La paroisse est en majorité agricole. Le nombre de cultivateurs a considérablement diminué au cours des dernières années, les cultivateurs se sont davantage spécialisés dans l’élevage de porcs, dans l’élevage d’animaux de boucherie et dans l’aviculture.

## Événement
Le soir du 27 mai 2007, un autobus a perdu le contrôle et a causé 14 blessés à ce village.

### Archives
- Le fonds d'archives de la Famille Ross est conservé au centre d'archives de Québec de Bibliothèque et Archives nationales du Québec[33].

## Personnalités liées à la municipalité
- Raymond Blais (1934-1986) : il devint directeur général de la Fédération des caisses populaires du Québec, et en 1981 il en fut président jusqu'à son décès en 1986. Une Médaille Raymond-Blais est décernée aux étudiants de l'université Laval.
- Lewis Camden (1953-) : élu député libéral dans Lotbinière en 1985. Réélu en 1989. Vice-président de la Commission des affaires sociales du 10 mars au 24 juillet 1994. Défait en 1994.
- Joseph-Arcade Vachon[34](1878-1938) et Rose-Anna (Giroux) Vachon (1877-1948) : Ils sont les fondateurs de la boulangerie Vachon, en 1923 lorsque le couple quitta son village natal de Saint-Patrice-de-Beaurivage pour aménager à Sainte-Marie-de-Beauce.
- Jean-Philipp Chabot (1988-) : joueur de hockey sur glace.
- Sébastien Sasseville (1979-), sportif.